# Euglossa cosmodora
Euglossa cosmodora là một loài Hymenoptera trong họ Apidae. Loài này được Hinojosa-Díaz & Engel mô tả khoa học năm 2007.

## Hình ảnh

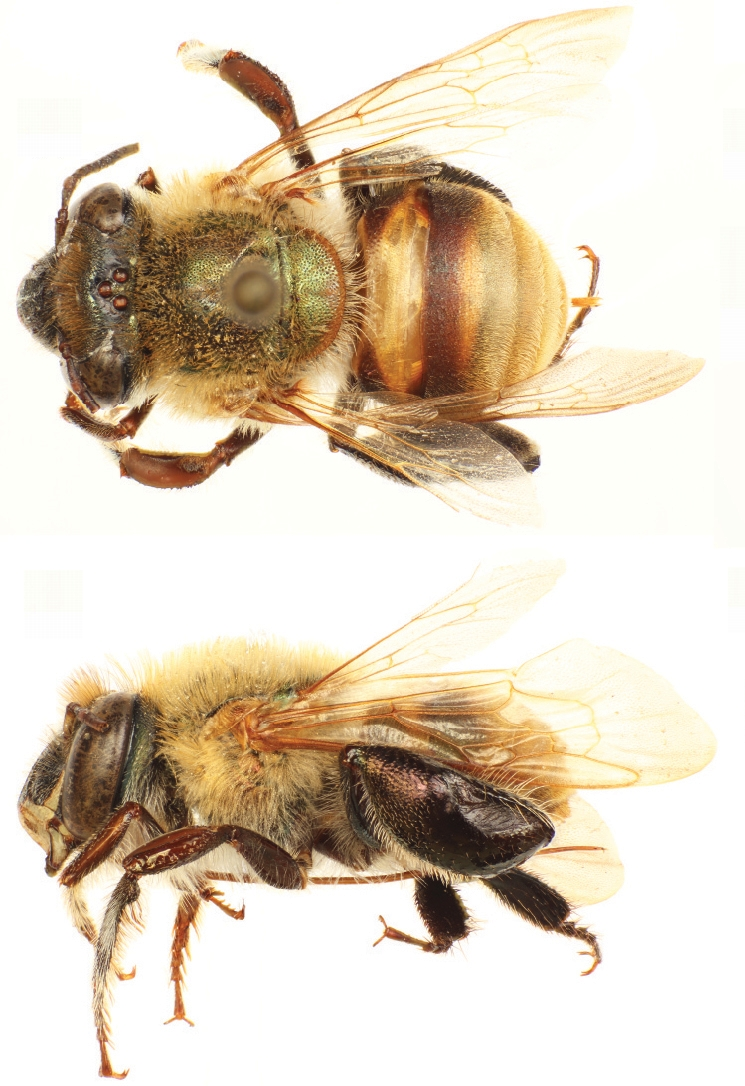